# Diasemia accalis
Diasemia accalis là một loài bướm đêm trong họ Crambidae.